# Чарльз Гіт Вілсон
Чарльз Гіт Вілсон (англ. Charles Heath Wilson; 1809—1882) — англо-шотландський учитель образотворчого мистецтва, художник і письменник.

## Біографія
Чарльз Гіт Вілсон народився в Лондоні у вересні 1809 року. Чарльз був найстаршим сином Ендрю Вілсона, пейзажиста, та Рейчел Кер (англ. Rachel Ker). Батько навчав його малюванню, а в 1826 році Чарльз супроводжував Ендрю до Італії.
Через сім років Вілсон повернувся до Единбурга, де працював архітектором і деякий час був викладачем орнаменту та дизайну в школі мистецтв. У 1835 році його обрали членом Королівської шотландської академії, а 1858 року він пішов у відставку. У 1840 році він відвідав Європу, щоб зробити доповідь для уряду про фресковий живопис.
Коли Вільям Дайс, директор і секретар нещодавно створених шкіл мистецтв у Сомерсет-хаусі, пішов у відставку в 1843 році, Вілсона, який був директором Единбурзької школи, призначили його наступником. Його умови там були не набагато кращими, ніж у Дайса, і в 1848 році він також пішов у відставку.
У 1849 році Вілсон став директором нової школи мистецтв Глазго. 1864 року Рада торгових майстерень (англ. Board of Trade masterships) припинила діяльність, і Вільсон вийшов на пенсію, але продовжував жити в Глазго ще кілька років, виконуючи архітектурну роботу.
1869 року Вілсон і його сім'я покинули Шотландію й оселилися у Флоренції, де він був пов'язаний з великим літературним і мистецьким гуртком. За заслуги в мистецтві король Італії Віктор Емануїл II нагородив його хрестом ордену Корони Італії. Чарльз Гіт Вілсон помер у Флоренції 3 липня 1882 року.

## Праці
У його творчості переважав акварельний пейзаж. Він також зробив кілька книжкових ілюстрацій, у тому числі для видання «Антикварні подорожі» Паоло Піффері (італ. Viaggio Antiquario; Рим, 1832) і «Подорож навколо узбережжя Шотландії» Джеймса Вілсона (англ. Voyage round the Coasts of Scotland; Единбург, 1842).
Перебуваючи в Единбурзі, Вілсон написав разом з Вільямом Дайсом памфлет, адресований лорду Медовбенку — «Найкращі засоби покращення мистецтва та мануфактури Шотландії» (англ. The Best Means of ameliorating the Arts and Manufactures of Scotland). У Глазго він майже 10 років працював під керівництвом Ради торгових майстерень, управляючи встановленням вітражів собору у Глазго. Він сам вибирав теми і написав опис процесу роботи.
Вілсона цікавило італійське мистецтво, про яке він писав, і особливо Мікеланджело Буонарроті, про якого він опублікував біографію (Лондон і Флоренція, 1876; 2-е видання, Лондон, 1881). Книга почалася як компіляція з Ауреліо Ґотті, але розвинулася в самостійну критику.

## Сім'я
Вілсон був двічі одружений: спочатку 3 жовтня 1838 року в Единбурзі з Луїзою Орр (англ. Louisa Orr), дочкою хірурга Джона Орра (англ. John Orr), у шлюбі народилися один син і дві дочки; а потім — 16 серпня 1848 року — також в Единбурзі, з Йоганною Кетрін (англ. Johanna Catherine), донькою Вільяма Джона Томсона, художника-портретиста, яка народила сина і дочку.

## Виноски
1. 1 2  Benezit Dictionary of Artists — OUP, 2006. — ISBN 978-0-19-977378-7
2. 1 2  Словник шотландських архітекторів
3. 1 2 3  RKDartists
4. 1 2 3 4 5   Lee, Sidney, ред. (1900). Wilson, Charles Heath . Dictionary of National Biography. Т. 62. London: Smith, Elder & Co.